# Groengele wadpier
De groengele wadpier of groengele wadworm (Eteone longa) is een borstelworm uit de familie Phyllodocidae. De groengele wadworm werd in 1780 voor het eerst wetenschappelijk beschreven door Otto Fabricius als Nereis longa.

## Beschrijving
De groengele wadpier is een lange, dunne, veel gesegmenteerde worm met een afgeplat lichaam tot 6 cm lang en 1 mm breed. Het is transparant geelachtig wit van kleur en is zeer actief. Er zijn vier korte antennes op het hoofd en het heeft een gladde, omkeerbare slurf. De parapodia zijn afgeplat en bladachtig van vorm en vormen een rand langs elke kant van de worm.

## Verspreiding
het verspreidingsgebied van de groengele wadpier betreft de Noord-Atlantische Oceaan van het Noordpoolgebied tot de Britse Eilanden, inclusief de Noordzee. Deze soort wordt gevonden in modderig zand of modder, intergetijdengebied en offshore, tot een diepte van ten minste 120 meter.